# للحياة وجه آخر (مسلسل)
للحياة وجه آخر هو مسلسل كويتي درامي عرض عام 2004. من تأليف زهير الدجيلي.